# Cigareta
Cigareta (fr. cigarette - mala cigara) je proizvod koji se pravi od prethodno prerađenih (prečišćenih) i konačno isječenih listova duhana, koji su čvrsto umotani u papirni valjak (obično manji od 120 mm u dužini i 10 mm u širini). Cigarete se koriste za pušenje, aktivnost koju upražnjavaju uživatelji duhana tj. pušači. Riječ je o psihoaktivnoj drogi koja izaziva jaku ovisnost koje se njeni korisnici teško rješavaju. Danas su zbog politike pooštravanja zakona o pušenju u mnogim zemljama na snazi propisi protiv mnogih vidova reklamiranja cigareta. Također, proizvođači cigareta obavezni su na svojim proizvodima vidno istaknuti upozorenje o štetnosti pušenja po zdravlje.
Cigarete se razlikuju od cigara po tome što su manje, i prave se od prerađenih listova duhana, duhanske folije, tehnološki obrađenog duhanskog otpada i omota od bijelog papira.

### Tvari koje proizvođači cigareta dodaju duhanu
Duhanu se dodaju mnoge tvari kako bi se pojačalo djelovanje nikotina i na taj način povećalo potencijal ovisnosti.
Velik broj aditiva služi, prema izjavama duhanskih tvrtki, za poboljšanje okusa, konzerviranje, vlažnost, poboljšanje izgaranja i povezanost sastojka.
- amonijev klorid (pojačava djelovanje nikotina)
- šećeri i glikol karameliziraju zajedno s amonijakom i utječu na okus
- mentol
- razni spojevi glikola
- šelak kao ljepilo
- gospino bilje
- kava
- čaj
- kakao za ublažavanje djelovanja dima
- dekstrin
- melasa
- škrob

### Sastojci duhanskog dima
Dim prosječne cigarete sadrži do 12.000 različitih tvari, uključujući:
| Spojevi                           | Koncentracija |
| --------------------------------- | ------------- |
| Ugljikov dioksid                  | 45–65 mg      |
| ugljikov monoksid**               | 10–23 mg      |
| dušikov oksid**                   | 0,1–0,6 mg    |
| butadien*                         | 0,025–0,04 mg |
| benzen*/**                        | 0,012–0,05 mg |
| formaldehid**                     | 0,02–0,1 mg   |
| acetaldehid*/**                   | 0,4–1,4 mg    |
| metanol**                         | 0,08–0,18 mg  |
| hidrocyan**                       | 1,3 mg        |
| nikotin**                         | 0,8–3 mg      |
| Polycyclic Aromatic Hydrocarbons* |               |
| aromatski amini*                  |               |
| N-Nitrosamini*                    |               |

* karcinogeni spojevi 

** otrovni spojevi
Aacetaldehid nastaje pri izgaranju šećera.